# Psathyloma
Psathyloma — рід грибів родини Hymenogastraceae. Назва вперше опублікована 2016 року.